# 高速機動隊 〜World Super Police〜
『高速機動隊 〜World Super Police〜』（こうそくきどうたい ワールドスーパーポリス）は、2005年11月3日に、ジャレコからリリースされたPlayStation 2用アクションゲーム。急増する凶悪な交通犯罪に対抗するために日米で設立された特殊警察の物語。CERO-C区分（15歳以上対象）。当初は2004年冬発売予定であった。
舞台は日本、アメリカの2本立てデュアルシンクロストーリー。物語が進むにつれ1つのストーリーに結びつく。物語を進めるにつれてパトカーや新隊員が加わる。

## あらすじ
日本
松平正則は日本の東京支局に属するWSP「ブルーウィング」に所属する若きエリート隊員。隊長のロバート・ウィルスに見込まれ片腕として活躍していた。やがて、とある事件をきっかけに新隊長となる。
アメリカ
アメリカ東海岸を担当する「レッドホーク」。アリシア・マスタースン隊長以下、全力を挙げて暴走集団「バンダースナッチ」を追い詰めていた。ところが、あと一歩のところでバンダースナッチの反撃を受け、全滅してしまう。隊員はアリシア以外全員死亡、アリシアも瀕死の重傷だったが、運良く一命をとりとめた。しかし、昏睡状態となり長い間眠り続けていた。彼女は何とか目を覚ますことができたが、記憶が混乱しており、自分のことはおろか司令官のケーシー・マクゴネルのことさえ思い出せなかった。その後、なんとか退院した彼女は再び犯罪との戦いの日々に身を投じるのであった。

## 登場人物、組織

### ブルーウィング
東京支局に属するWSP。
松平正則
声 - 金子英彦
ブルーウィング篇の主人公。27歳。身長185cm。隊長のロバートとは絶妙なコンビを見せており、彼からの信頼も特に大きいロバートの右腕とも言うべき存在。WSPの一員であるというプライドと正義感で満ちあふれている。高い運転技術を持ち、武器の扱いにも長けている。任務を一人で任される事（序盤の銀行強盗追跡事件）もあり、実力はWSPの中でもトップクラスともいえる。ロバート亡き後新隊長となったものの当初は隊長と呼ばれる事に動揺していた。しかし他の隊員との模擬戦等を経て次第に自信を持つ事ができるようになった。
ロバート・ウィルス
声 - 緑川光
ブルーウィング隊長。32歳。身長183cm。金髪のオールバックが特徴。以前はWSP本部に応援部隊として所属していた。自分自身が法であると思いあがってはならないとの考えを持っており、部下にも常に言い聞かせている。一方で犯罪者も法という盾に守られている事に理不尽さを感じており、悪は根本から絶つ必要があるとも考えている。隊長として周囲からの信頼も厚く、確かな手腕を発揮していたが、とある任務中に上層部の命令を無視して独断での行動をとったため責任を取る形で謹慎処分となる。その後自身の代わりに指揮を執っていた松平が任務中に窮地に立たされた際は私用車で駆け付け、松平をサポートしつつも鼓舞したが事態は好転せず、松平に後の事は任せる旨の台詞を残して敵車両ごと自滅した。本部から正式に死亡の報告が出されたものの車中で遺体は発見されず、実際は生死不明となっている。レッドホーク隊長のアリシアとは恋仲にあったとされる。生前の口癖は「法の裁きを受けろ！」。
富坂勝利
声 - 小山力也
ブルーウィング男性隊員。27歳。身長185cm
強面な外観で感情的になってしまう事も多いが情は厚く、元は自衛官だったが、本人曰く凶悪犯罪が活発化してきた事により、ブルーウィングへ入隊した。自衛隊出身ということもあって能力に優れており、特に体力が高い。
城武士
ブルーウィング男性隊員。28歳。身長179cm。メガネを着用してインテリ風の身なりで、元は民間のIT企業に勤めていたが、データ分析を得意とする事でWSP本部に腕を買われて、ブルーウィングへスカウトされた。
中野美緒
ブルーウィング女性隊員。29歳。身長166cm。ロングヘアでメガネを着用しており、内気な性格だがドライビングテクニックとデータ分析に関しては、ずば抜けている。
黛佳織
ブルーウィング女性隊員。23歳。身長165cm。隊員の中で最年少ながら、ショートヘアーで面倒見のよい温厚な性格。父も祖父も警察官という家系である事から、警察官の道を志してブルーウィングへ入隊した。
瀬田真由美
ブルーウィング女性隊員。26歳。身長167cm。セミロングで容姿端麗の美人だが反面にストイックな性格。犯罪を憎む気持ちは誰よりも強いと自負しつつも、同時に犯罪者には更生という救いが必要とも考えている。かつては非行少女だったが補導の際に出会った警察官との出会いが自身の警察官を目指すきっかけとなった。警察官としての信念と正義感が強く、射撃を得意とする。
小林亜紀
ブルーウィング女性隊員。25歳。身長163cm。茶色のロングヘアでスタイル抜群の美女。少々間の抜けた性格。ぼーっとした発言でしばしば松平らを戸惑わせてしまい、年下の黛からも「緊張感が感じられない」と言われてしまう。しかし隊員としての実力は確かで特に車両を乗りこなし、敵の攻撃から回避する能力が高い。

高田雄二
ブルーウィング男性隊員。28歳。身長181cm。角刈りがトレードマーク。ノリは軽いが実力は確か。

藤近真也
ブルーウィング男性隊員。35歳。身長173cm。35歳とはとても思えないほど童顔。元プロレーサーで世界に通じる実力を持っており違法なストリートレースや暴走族には嫌悪感を抱いている。瀬田とは悪を憎む気持ちで共感している。
川瀬京
声 - 平松晶子
ブルーウィングオペレーター。
永井恒彦
機動隊叩き上げのブルーウィング司令官。普段は温厚だが、凶悪犯罪には激しい怒りを見せる。

### レッドホーク
アメリカ東海岸を担当するWSP。
アリシア・マスタースン
レッドホーク篇の主人公。24歳。身長179cm。スポーツ万能、学業優秀なレッドホークの若き女性隊長。正義感が強く、クセのある隊員達をまとめ上げる。かつてバンダースナッチとの戦闘で敵の罠にかかり、自分を残して隊員全員を死に追い込んでしまい、自身も一時意識不明の重体となる。実は昏睡状態の時、ベルトリッチ博士の手によりハイブリッドヒューマン化していた。恋人はブルーウィング所属のロバート。
ユン・インイン
声 - 斉木美帆
レッドホークオペレーター。香港警察から派遣された。極端に負けん気の強い性格も災いしてかアリシアの任務中に彼女と舌戦を繰り広げる事がある。

リンダ・キャメロン
レッドホーク女性隊員。27歳。身長171cm。黒髪のウェーブヘアが特徴のスタイル抜群な美女。面倒見が良い。

レアード・スミス
レッドホーク男性隊員。32歳。身長178cm。冷静沈着な性格でどんな状況でも的確な判断が下せる。

エイリーン・エドワーズ
レッドホーク女性隊員。26歳。身長178cm。グリーンのセミロングヘアがトレードマーク。おっとりした性格で人当たりが良い。

ヴェルマ・フィアーズ
レッドホーク女性隊員。24歳。身長165cm。ブロンドのポニーテールが特徴の明朗快活な性格。アリシアとは仲が良い。

バーナード・デイビス
レッドホーク男性隊員。29歳。身長198cm。軍人気質で実直な性格であり、周囲には自分の事を「バーニー」と呼ぶように頼んでいる。
アン・レッドフォード
レッドホーク女性隊員。23歳。身長173cm。ショートウルフの髪型が特徴で礼儀正しい性格。まだ新人であるため何処か不慣れだが実力は確か。

フィリップ・フェルド
レッドホーク男性隊員。26歳。身長170cm。容姿端麗なエリートで女性の扱いが上手いが高い実力を持つ。作中でも女性隊員との絡みが多い。

カール・バーグマン
レッドホーク男性隊員。28歳。身長185cm。とても警察官とは思えないほど強面かつ短期で喧嘩早いが熱い正義感を持つ好漢。

ケーシー・マクゴネル
声 - 増谷康紀
レッドホーク司令官。常に現場に近い考えを持つ行動派で多くの難事件を解決してきた

### ブラックストーム
突如WSPの前に現れた私刑集団。しかし劇中ではオーファンしか登場しない。自らを悪を裁く正義の使者と語っている。
オーファン
ブラックストーム隊長。自称「悪を裁くために地獄から現れた男」。

### 光天
アジア全域の犯罪に関わっているとされる巨大シンジケート。新型麻薬「キャノンウェーブ」の密輸と密売に関わっているほか、暴走族などに武器を売る武器商人でもある。
グレッグ・張
光天のボス。レッドホーク編で敵として出てくる。
一時は逮捕されたが脱走し、後にWSPと取引をするために現れる。

### 極東龍牙会
日本最大の暴力団組織。装甲の厚い車両を保有しており、ブルーウィング編では最初の強敵。

### ライフソース
新興宗教。ユニークなパフォーマンスが人気。裏では麻薬の密売に関与している。代表が逮捕されてからは完全なテロ組織と化した。

### ボロゴーブ
ニューヨーク最大の暴走族。レッドホーク編3話でボスが逮捕、壊滅。

### スピードマックス
勝つためなら何をしてもいい違法レース「スピードマックス」を開催している暴走族。大量の賞金を餌に全米の暴走族をレースに参加させ、操っていた。日本でもスピードマックスを広めようとした。だが、ブルーウイング編では一話しか敵で出て来ないものの車両台数はシリーズ中最多である。

### バンダースナッチ
レッドホークを壊滅寸前に追いやった組織だが序盤で姿を消す。印象深いのはトレーラーと特攻戦法。

### スカイギルド
全ての黒幕。ラシアにある核ミサイル基地から核ミサイルを発射し、命あるものを全て無に返した後、選ばれし新人類による新世界を作ろうと企み、全世界に声明を行う。ラシアにある警察や軍隊などを従えてWSPの前に立ちはだかる。
イングマル・ベルトリッチ
スカイギルドのリーダー。ヒューバート・ベルトリッチの甥。かつては優秀な助手だった。しかし、絶対遺伝子（人間の遺伝子から犯罪を犯す遺伝子を消去したもの）の被験者になった後、実験の失敗により絶対善ではなく絶対悪に目覚めてしまった。
その他
ヒューバート・ベルトリッチ
イングマルの叔父。遺伝子工学の世界的権威。絶対遺伝子（ハイブリッドヒューマン）を開発した。

## 登場車両
敵が乗っている車両は存在しない車両が多い。パトカーと一部の敵車両、一般車のみ実車がそのまま表現されている。
ブルーウィング
・SP-R　―KUBIRA―　 　タイプ：汎用　モデルは日産・スカイラインGT-R（R34）。
・SP-Z　―BASARA―　 　タイプ：索敵　モデルは日産・フェアレディZ　Z34。
・SP-X　―MEKIRA―　 　タイプ：攻撃　モデルはホンダ・NSX。（ただしリアライトはホンダ・HSCに類似）
・SP-T　―ANNTERA―　　タイプ：防御　モデルはトヨタ・RSC。
・SP-A　―AJIRA―　    タイプ：汎用　モデルはアウディ・R8（市販車）。
・SP-V　―SANNTERA―　 タイプ：索敵　モデルは
・SP-EB　―INNDARA―　 タイプ：攻撃　モデルはブガッティ・ヴェイロン。
・SP-FR　―GUSION―　  タイプ：機動　モデルはフェラーリ・612スカリエッティ。
レッドホーク
・SP-VIC　―AGWE―　 　　タイプ：汎用　モデルはフォード・クラウンビクトリア。
・SP-PJ　―SARNGA―　  　タイプ：機動　モデルはプジョー・407。
・SP-VP　―BRIONAC―　 　タイプ：攻撃　モデルはダッジ・バイパー。
・SP-WL　―SPRIGGAN―　　タイプ：防御　モデルは
・SP-JG　―ANDRASTE―   タイプ：汎用　モデルはダッジ・カッパーヘッド
・SP-G4　―HRIMFAXI―　　タイプ：索敵　モデルはフォード・GT。
・SP-CD　―SVALOG―　　  タイプ：攻撃　モデルはキャデラック・CTS。
・SP-CV　―EXCALIBUR―　 タイプ：索敵　モデルはシボレー・コルベット。
その他
・BS-01　―YATSUKA―　ブラックストームのオーファン仕様。　モデルは光岡・オロチ。
・SP-MC　―HALBERD―　特別仕様車。　モデルはマセラティ・MC12。
搭乗不可
・トヨタ・ハイエース
・三菱・ランサーエボリューション
・ランボルギーニ・ガヤルド
・ロールス・ロイス・ファントム
・メルセデス・ベンツ・SLRマクラーレン
（イングマルが逃走用に使用した車）
・フェラーリ・612スカリエッティ（SP-FRのベースになった車両）
・ダイハツ・ミラ
・フォード・クラウンビクトリア（SP-VICのベースになった車両）
・日産・スカイライン2000GT-R　KPGC10型
・日産・スカイラインGT-R　BCNR33　パトカー
・キャデラック・ATS
・いすゞギガ ダンプトラック
・いすゞギガ タンクローリー
・ゲパルト対空砲
・Mil-24ハインド
・il-76輸送機
会社の都合でデコトラも存在する。
他にもあり。

## 評価
ITmediaの情報サイトねとらぼは本作を低く評価している。問題点として解像度が低い、一般車両がプレイヤーに向かってきて激突する、味方がプレイヤーに攻撃する、敵の手榴弾がよく見えないうえに強力、作中で登場する集団や組織の実態や関係性がストーリー上でほとんど語られない、会話が支離滅裂などを挙げた。